# Hans-Joachim Klein
Hans-Joachim Klein (Frankfurt am Main, 21 de dezembro de 1947 — Sainte-Honorine-la-Guillaume, 9 de novembro de 2022) foi um extremista alemão, integrante da organização de extrema-esquerda Células Revolucionárias, fundada na Alemanha Ocidental por volta de 1972 e 1973.
Sua mais famosa atuação ocorreu em dezembro de 1975 em Viena, Áustria, junto com Carlos, o Chacal, quando um grupo terrorista sequestrou os ministros da OPEP reunidos na cidade e transportou-os de avião para a Argélia. Após décadas de vida clandestina e depois de renunciar publicamente ao terrorismo, Klein foi preso em 1998, processado pelo atentado à reunião da OPEP e condenado a nove anos de prisão, sendo libertado sob condicional em 2003.